# Ящичная орбита
Ящичная орбита — орбита, траектория которой за время достаточно большого числа орбитальных периодов в классическом случае заполняет пространство тора с практически прямоугольной формой в сопутствующем меридиональном сечении. Термин употребляется в звёздной динамике для описания орбит звёзд в галактиках несимметричной формы относительно каждой оси галактики.
Так, например, Солнце находится на ящичной орбите в Млечном пути, совершая три независимых вида движения относительно всех трёх осей — движение вокруг центра Галактики с периодом около 225—250 млн лет, синусоидальные Z-осцилляции вверх-вниз относительно плоскости галактического диска с полупериодом около 33,1 млн лет (в среднем примерно в три раза меньше периода вокруг центра Галактики) и изменение галактического радиуса орбиты в пределах между перицентром и апоцентром; аналогично почти все звёзды спектрального класса F в пределах 50 пк от Солнца находятся на ящичных орбитах.
Различают три типа ящичных орбит — прямоугольная, подковообразная и треугольная.
| Начало ящичной орбиты | Несколько циклов ящичной орбиты | Замкнутая ящичная орбита |
| Начало ящичной орбиты | Несколько циклов ящичной орбиты | Замкнутая ящичная орбита |